# Большемурашкинский район
Большемура́шкинский райо́н — административно-территориальное образование (район) в Нижегородской области России. В рамках организации местного самоуправления ему соответствует Большемурашкинский муниципальный округ (с 2004 до 2022 гг. — муниципальный район).
Административный центр — рабочий посёлок Большое Мурашкино.

## География
Большемурашкинский район расположен в центральной части Нижегородской области и граничит на севере с Кстовским районом и Лысковским муниципальным округом, на востоке с Княгининским районом, на юге с Бутурлинским муниципальным округом и Перевозским городским округом, на западе с Дальнеконстантиновским районом.
Площадь района — 658,64 км².
Районный центр — посёлок городского типа Большое Мурашкино находится в 90 км от Нижнего Новгорода и связан с ним дорогой Работки — Порецкое с выходом на трассу М7 «Волга» Москва — Уфа.
До ближайшей железнодорожной станции Смагино расстояние составляет 30 км, до грузопассажирской пристани на реке Волге у посёлка Работки — 35 км.

## История района
Первое упоминание в летописи о Большом Мурашкине традиционно относится к 1377 году. Тем не менее этот факт подвергается сомнению. Наиболее раннее описание села содержится лишь в писцовой книге 1624—1626 годов.
До заселения Мурашкина русскими на его территории проживала мордва-эрзя.
В 1478 году после бунта в Новгороде под предводительством Марфы Борецкой в Мурашкино были высланы новгородские ремесленники. Они привезли сюда кожевенное и меховое ремесло, в котором вскоре было занято практически всё население селения. С этого же времени стало стремительно развиваться поташное производство. Сельским хозяйством в это время местные жители почти не занимались.
В XVII веке село перешло во владение боярина Б. И. Морозова. В 1660 году в нём была построена дерево-земляная крепость, остатки валов которой ещё можно проследить среди застройки посёлка.
Дважды за свою историю Мурашкино отстраивалось заново — в 1671 году оно было разграблено и сожжено атаманом Максимом Осиповым, а 23 августа 1823 года случился грандиозный пожар, уничтоживший 700 домов из 800 имеющихся.
В 1870 году на средства купца I гильдии И. И. Шестова в Мурашкине была открыта первая школа при Покровской единоверческой церкви. К концу XIX века в кроме вышеупомянутой было ещё 4 школы: 2 из которых (мужская и женская) содержались земством, две — церковно-приходские. Религиозная жизнь в Мурашкине была развита достаточно сильно. В начале XX века на 10 тысяч населения здесь было 9 церквей. Мурашкинская земля является родиной борца за старую веру Аввакума Петрова, который родился в 1621 году в селе Григорове.
В 1885 году начал свою работу телеграф. В 1890 году была открыта больница.
Во второй половине XIX — начале XX веков наивысшего расцвета достигла меховая промышленность. Мурашкинские купцы-промышленники были участниками многих зарубежных выставок в Лондоне, Брюсселе, Марселе, Буэнос-Айрэсе и других, где за качество мехов неоднократно получали золотые и серебряные медали.
В 1899 году купец I гидьдии И. С. Серебрянников на свои средства открыл в Мурашкине Школу инструкторов, где обучали меховому ремеслу. Такого рода школа была единственной в России.
В основном изготовляли белые меха, межонные крашенные меха, штучные овчины и мерлушку. Во время Первой мировой войны вырабатывались овчинные полушубки для нужд армии.
После установления советской власти на базе мелких кустарных мастерских была создана государственная меховая промышленность, которая в первое время вырабатывала овчинные полушубки для фронта.
Наряду с государственной промышленностью развивалась кооперативная. Было создано кредитное товарищество «Культура», которое снабжало своих членов сырьём и покупало у них изделия. Кустарям предоставлялся кредит.
В 1930 году госмехзавод был передан в систему Всесоюзного пушного синдиката. В 1932 году с согласия местных властей меховое производство фабрики пушного синдиката было закрыто, а фабрика — переведена в Псковскую область, где и была ликвидирована. Меховой техникум со всем оборудованием и ценной коллекцией мехов перевели в Московскую область.
В Мурашкино остались две артели: «Женский труд» и «Культура». Они перерабатывали отходы производства других меховых фабрик. Позднее они были объединены в одну — имени Клары Цеткин, которая в 1990-е годы была преобразована в открытое акционерное общество «Большемурашкинская меховая фабрика».
29 июня 1929 года был образован Большемурашкинский район.
В апреле 1963 года Большемурашкинский район был расформирован, его территории переданы в подчинение Кстовскому, Лысковскому и Перевозскому районам.
27 января 1965 года Большемурашкинский район был восстановлен на прежней территории.
Более 40 зданий, построенных в районе, являются памятниками истории и архитектуры областного и местного значения, находятся на охране в комитете по охране историко-культурного наследия Нижегородской области.

## Население
| 1939    | 1959    | 1970    | 1979    | 1989    | 2002    | 2008    | 2009    | 2010    |
| ------- | ------- | ------- | ------- | ------- | ------- | ------- | ------- | ------- |
| 39 939  | ↘18 128 | ↘15 830 | ↘14 391 | ↘13 867 | ↘12 585 | ↘11 609 | ↘11 410 | ↘10 508 |
| 2011    | 2012    | 2013    | 2014    | 2015    | 2016    | 2017    | 2018    | 2019    |
| ↘10 442 | ↘10 361 | ↘10 241 | ↗10 263 | ↘10 127 | ↘9877   | ↘9684   | ↘9538   | ↘9491   |
| 2020    | 2021    |         |         |         |         |         |         |         |
| ↘9353   | ↗10 434 |         |         |         |         |         |         |         |

### Урбанизация
Городское население (рабочий посёлок Большое Мурашкино) составляет 53,45 % от всего населения района.

## Административно-муниципальное устройство
В Большемурашкинский район, в рамках административно-территориального устройства области, входят 4 административно-территориальных образования, в том числе 1 рабочий посёлок и 3 сельсовета.
| № | Административно-территориальное (муниципальное) образование | Административный центр            | Количество населённых пунктов | Население (чел.) | Площадь (км²) |
| - | ----------------------------------------------------------- | --------------------------------- | ----------------------------- | ---------------- | ------------- |
| 1 | рабочий посёлок Большое Мурашкино                           | рабочий посёлок Большое Мурашкино | 1                             | ↗5577            | 10,47         |
| 2 | Григоровский сельсовет                                      | село Григорово                    | 16                            | ↗1059            | 155,34        |
| 3 | Советский сельсовет                                         | посёлок Советский                 | 11                            | ↗1751            | 233,38        |
| 4 | Холязинский сельсовет                                       | село Холязино                     | 21                            | ↗2047            | 259,45        |

Первоначально на территории Большемурашкинского района к 2004 году выделялись 1 рабочий посёлок и 7 сельсоветов. В рамках организации местного самоуправления в 2004—2009 гг. в существовавший в этот период Большемурашкинский муниципальный район входили соответственно 8 муниципальных образований, в том числе 1 городское и 7 сельских поселений.
В 2009 году были упразднены следующие сельсоветы: Кишкинский и Ивановский (включены в Холязинский сельсовет), Курлаковский (включён в Григоровский сельсовет), а также Рождественский (включён в Советский сельсовет).
Законом от 12 апреля 2022 года Большемурашкинский муниципальный район и все входившие в его состав поселения были упразднены и объединены в Большемурашкинский муниципальный округ.

## Населённые пункты
В Большемурашкинском районе 49 населённых пунктов, в том числе посёлок городского типа (рабочий посёлок) и 48 сельских населённых пунктов.
| №  | Населённый пункт  | Тип             | Население | Административно-территориальное (муниципальное) образование |
| -- | ----------------- | --------------- | --------- | ----------------------------------------------------------- |
| 1  | Большое Мурашкино | рабочий посёлок | ↗5577     | рабочий посёлок Большое Мурашкино                           |
| 2  | Андрейково        | село            | ↘5        | Холязинский сельсовет                                       |
| 3  | Большие Курашки   | деревня         | →0        | Холязинский сельсовет                                       |
| 4  | Бурныковка        | деревня         |           | Холязинский сельсовет                                       |
| 5  | Вершинино         | село            | ↘144      | Советский сельсовет                                         |
| 6  | Городищи          | деревня         | ↘2        | Холязинский сельсовет                                       |
| 7  | Григорово         | село            | ↘495      | Григоровский сельсовет                                      |
| 8  | Гужово            | деревня         | ↘29       | Григоровский сельсовет                                      |
| 9  | Ивановское        | село            | ↘271      | Холязинский сельсовет                                       |
| 10 | Карабатово        | село            | ↘276      | Григоровский сельсовет                                      |
| 11 | Картмазово        | село            | ↘42       | Советский сельсовет                                         |
| 12 | Кишкино           | село            | ↘593      | Холязинский сельсовет                                       |
| 13 | Ключищи           | деревня         | →0        | Холязинский сельсовет                                       |
| 14 | Колотуха          | деревня         | ↘26       | Григоровский сельсовет                                      |
| 15 | Красненькая       | деревня         | ↘12       | Холязинский сельсовет                                       |
| 16 | Красново          | деревня         | ↘6        | Советский сельсовет                                         |
| 17 | Красный           | посёлок         | ↘2        | Советский сельсовет                                         |
| 18 | Крашово           | деревня         | ↘6        | Холязинский сельсовет                                       |
| 19 | Курлаково         | село            | ↘193      | Григоровский сельсовет                                      |
| 20 | Лубянцы           | село            | ↘17       | Холязинский сельсовет                                       |
| 21 | Лунево            | деревня         | ↗18       | Холязинский сельсовет                                       |
| 22 | Малое Мурашкино   | село            | ↘102      | Советский сельсовет                                         |
| 23 | Малые Бакалды     | деревня         | ↘5        | Советский сельсовет                                         |
| 24 | Медведково        | деревня         | ↘2        | Григоровский сельсовет                                      |
| 25 | Медвежий Лог      | деревня         | ↘22       | Советский сельсовет                                         |
| 26 | Медвежья Поляна   | село            | ↘39       | Холязинский сельсовет                                       |
| 27 | Меленки           | деревня         | ↘2        | Григоровский сельсовет                                      |
| 28 | Мочалка           | деревня         | →0        | Григоровский сельсовет                                      |
| 29 | Нелюбово          | село            | ↘31       | Советский сельсовет                                         |
| 30 | Нефедьево         | деревня         | →0        | Григоровский сельсовет                                      |
| 31 | Никиткино         | деревня         | ↘0        | Григоровский сельсовет                                      |
| 32 | Николаевка        | деревня         | ↘2        | Советский сельсовет                                         |
| 33 | Ногавицино        | деревня         | ↘2        | Григоровский сельсовет                                      |
| 34 | Оболкино          | деревня         | ↘6        | Григоровский сельсовет                                      |
| 35 | Окинино           | деревня         | ↘4        | Холязинский сельсовет                                       |
| 36 | Папулово          | село            | ↘41       | Холязинский сельсовет                                       |
| 37 | Пужаевка          | деревня         | ↘0        | Григоровский сельсовет                                      |
| 38 | Рамешки           | деревня         | ↘11       | Холязинский сельсовет                                       |
| 39 | Рождествено       | село            | ↘406      | Советский сельсовет                                         |
| 40 | Синцово           | деревня         | ↘117      | Холязинский сельсовет                                       |
| 41 | Советский         | посёлок         | ↘1055     | Советский сельсовет                                         |
| 42 | Сосновка          | деревня         | ↘13       | Григоровский сельсовет                                      |
| 43 | Спирино           | деревня         | ↘12       | Григоровский сельсовет                                      |
| 44 | Сысоевка          | деревня         | ↘3        | Холязинский сельсовет                                       |
| 45 | Тыново            | деревня         | →0        | Холязинский сельсовет                                       |
| 46 | Холязино          | село            | ↘766      | Холязинский сельсовет                                       |
| 47 | Чайпоселок        | деревня         | →3        | Григоровский сельсовет                                      |
| 48 | Чернуха           | деревня         | ↘43       | Холязинский сельсовет                                       |
| 49 | Шахманово         | село            | ↘130      | Холязинский сельсовет                                       |

## Экономика

### Промышленность
- ООО «Большемурашкинская швейная фабрика» (специализация — производство швейных изделий для потребительских целей);
- МП «Большемурашкинская типография» (специализация — производство печатной продукции: газет, бланков и тому подобной продукции);
- Большемурашкинское райпо;
- Большемурашкинский хлебозавод;
- ООО «Дорремстрой» (специализация — строительство и обслуживание автомобильных дорог);
- Асфальтобетонный завод;
- МУП «Большемурашкинское ПАП»;
- Фабрика ФОРС;
- ООО «Профессионал-Стройресурс»;
- МУП «Управляющая компания».

### Сельское хозяйство
Сельскохозяйственные предприятия района имеют смешанную животноводческо-растениеводческую специализацию.
Основные сельскохозяйственные предприятия района:
- СПК «Колос»;
- ООО «Исток»;
- ЗАО «Искра»;
- ЗАО имени Ленина;
- ООО «ПСХ „Надежда“»;
- ООО «ЭлитАгро»;
- ОАО «Племзавод „Большемурашкинский“»;
- ООО «ННПП-2»;
- ООО «Медвежья поляна».

## Ресурсы
Земельные ресурсы
По механическому составу в районе преобладают серые лесные тяжелосуглинистые почвы. Они содержат 3—4,5 % перегноя и занимают промежуточное положение между чернозёмами и подзолистыми почвами, что позволяет успешно возделывать здесь сельскохозяйственные культуры. Мощность гумусового слоя таких почв достигает 40—45 см.
Из общей земельной площади 14,4 % занято лесами и кустарниками (преобладают лиственные), 79,8 % — сельскохозяйственными угодьями.
Минеральные ресурсы
На территории района расположены залежи глин для строительной керамики с промышленными запасами не менее 1 000 000 м³.
Водные ресурсы
По территории района протекает 13 рек. Наиболее крупными из них являются Сундовик, Удома, Палец.
В районе также имеются 24 пруда с общим запасом воды более 2 800 000 м³.

## Культура и образование

### Образовательные учреждения
- 13 детских дошкольных учреждений;
- 14 общеобразовательных школ;
- 1 вечерняя школа;
- детский реабилитационный центр «Остров надежды»;
- 2 спецшколы-интерната (для слабослышащих детей и для детей с недостатками физического и умственного развития)[32].

Кроме того, в районе функционируют детская музыкальная школа, детская школа искусств, центр развития творчества детей и юношества, станция юных натуралистов, станция юных техников, детско-юношеская спортивная школа.

### Учреждения культуры
- 13 сельских клубов и домов культуры[33];
- районный историко-художественный музей[34];
- районный дом культуры[35][36];
- центральная библиотечная система, объединяющая 12 библиотек[37].

### Памятники архитектуры и исторические памятники
На территории Большемурашкинского района находятся более 40 памятников культуры и архитектуры областного и местного значения, среди которых купеческие особняки XIX — начала XX веков, ансамбль Покровской единоверческой церкви, Вознесенская церковь, ансамбль Троицкой церкви.

## Учреждения здравоохранения и социальной работы
В медицинский комплекс района входит центральная районная больница, находящаяся в Большом Мурашкине, а также 15 фельдшерско-акушерских пунктов и один здравпункт, расположенные в сельской местности. Центральная районная больница включает в себя стационар на 140 коек и поликлинику на 300 посещений в смену.
При районном управлении социальной защиты населения на постоянной основе действует районный центр социального обслуживания граждан пожилого возраста и инвалидов.

## Религия
В Большом Мурашкине находятся 2 действующие церкви: Троицкая православная и Никольская старообрядческая, которая была переосвящена в 1993 году в честь протопопа Аввакума.
В селе Малом Мурашкине находится действующая Покровская единоверческая церковь.

## Знаменитые уроженцы
- Аввакум Петров — видный русский церковный и общественный деятель XVII века;
- Александр Григорьевич Дементьев — (1904—1986) — русский советский литературовед, критик, редактор.